# منظرة
المَنْظَرَة مكان للرؤيا، يُعد مسبقاً ليكون مرتفعاً، يشبه البُرج يُمَكِن من يكون فوقه بالمشاهدة ومراقبة ما حوله. مَنْظَرة: جمع مَناظِر. وهو ما أرتفع من الأرض ونحوها. و المنظرة تعني أيضاً: مكان من البيت يُعد لإستقبال الضيوف وتسمى مَنظرة الضيوف.
وكان سعد بن أبي وقاص قد اتخذ من سطح قصره كمنظرة، بعد ان ألَمَّ به المرض، فوضعوا له وسادة تساند عليها، وهو يخطب بجيش المسلمين الذي كان بقيادته، ويراقبه ويديره في معركة القادسية ضد جيش الفرس، واصدر اوامره بقطع حبال الفيلة حيث سقطت التوابيت واصبحت الفيلة بلا سائس، فاخرجها كسلاح من المعركة.
كما ان الخليفة العباسي الطائع لله قد بنى له منظرة على باب الخاصة وهو أحد أبواب الخلافة العباسية تجاه دار الفيل وقد أنشأها لتشرف على دار الفيل. وإلى جانب باب الخاصة من الخارج دار بدر و سويقة بدر وعليه أنشأ الخليفة المستظهر بالله منظرة تشرف على ساحة قصور الخلفاء وعلى سوق الرياحين الواقع خارج السور قريباً منه.